# Marcel Lainé (arbitre)
Cet article concerne l’arbitre français de football. Pour le médecin français, voir Marcel Lainé. Pour d’autres homonymes, voir Lainé.
Marcel Lainé, né le 18 février 1949, est un arbitre français de football, qui officia de 1983 à 1995. Il fait partie des conseillers techniques régionaux de l'arbitrage, dans la région Centre. 

## Carrière
Il a officié dans une compétition majeure : 
- Coupe de la Ligue française de football 1994-1995 (finale)